# IC 5242
IC 5242 — галактика типу Sab (компактна витягнута галактика) у сузір'ї Пегас.
Цей об'єкт міститься в оригінальній редакції індексного каталогу.